# ウィリー・ルルー
ウィリー・ルルー（Willie Le Roux、1989年8月18日 - ）は、ユナイテッド・ラグビー・チャンピオンシップのブルズに所属するラグビーユニオン選手。

## プロフィール
- 南アフリカ・ステレンボッシュ出身[1]。
- ポジションはフルバック(FB)。
- 身長 186cm、体重 90kg
- 南アフリカ代表キャップは61（2020年2月現在）。
- 2015W杯[2]・2019W杯[3]・2023W杯[4]の南アフリカ代表に選ばれた。
- バーバリアンズに選ばれたことがある[5]。

## 略歴
ポールルースジムナジウム高校卒業後、ボーランド・カヴァリアーズ、チーターズ、グリクアズを経て、2015年、キヤノンイーグルス(現・横浜キヤノンイーグルス)に加入。同年11月15日に行われたジャパンラグビートップリーグ・神戸製鋼コベルコスティーラーズ戦に途中出場で日本での公式戦初出場を果たした。
2017年、キヤノンイーグルスを退団後、ワスプスを経て、2019年、トヨタ自動車ヴェルブリッツ(現・トヨタヴェルブリッツ)に加入。

## 受賞歴
- 2020-21トップリーグベスト15